# Débora Cristiane de Oliveira
Débora Cristiane de Oliveira, ismertebb nevén Debinha (Brasópolis, Brazília, 1991. október 20. –) brazil női válogatott labdarúgó, az NWSL-ben érdekelt North Carolina Courage támadója.

## Pályafutása

### Klubcsapatokban
Lorenában kezdte pályafutását 15 éves korában, majd az ország egyik legnevesebb egyesületéhez a Saadhoz került 2008-ban. Brazíliában ez idő tájt nem rendeztek bajnoki küzdelmeket, így a Copa do Brasil sorozatában bontakoztathatta ki tehetségét, de a Saad és egy évvel később a Portuguesa sem bizonyult versenyképesnek.
2011-ben a Foz Cataratasszal kupagyőzelmet szerzett, mégis a Centro Olímpico gárdájához távozott. A piros-feketéknél eltöltött két szezonjában egy ezüstéremmel gazdagodott, a bajnokság újraindulása előtt pedig volt klubtársa Rosana ajánlásával a norvég Avaldsnes IL csapatához szerződött.
Első szezonjában 20 találatával a góllövőlista élén végzett, klubjával viszont egy ötödik hellyel kellett megelégedniük. A pontvadászat végén Rosanával egyetemben kölcsönjátékosként tért vissza a São Joséhoz, akikkel a Copa Libertadores és a klubvilágbajnokság 2014-es küzdelmeinek részeseként két nemzetközi trófeával bővítette gyűjteményét.
Visszatérve az Avaldsneshez egy bajnoki ezüstérmet szerzett, de a Bajnokok Ligájában már nem lépett pályára és elfogadta a kínai Talian Csüancsien ajánlatát.
2017. január 5-én a Western New York Flash együtteséhez írt alá, azonban öt nappal később a New York-i franchise a North Carolina FC tulajdonába került, így Debinha is a North Carolina Courage színeiben léphetett első alkalommal pályára a National Women's Soccer League-ben.
A North Carolina első hazai mérkőzésén ő szerezte az első gólt, mellyel klubtörténelmet írt. A bajnokság hátralévő részében is igen hasznos játékot produkált és az alapszakasz élén végzett csapatával. Következő idényét nyolc találattal fejezte be és az alapszakasz győzelem mellé a bajnoki címet is begyűjtötte, emellett pedig a Nemzetközi Bajnokok Kupája döntőjében az Olympique Lyon felett arattak győzelmet.
Szinte lemásolta 2018-as évét, de nyolc gólját kiegészítette hét gólpasszal és ismét magasba emelhette az NWSL Shield-et és a bajnoki trófeát 2019-ben, mindemellett a liga legértékesebb játékosává választották.

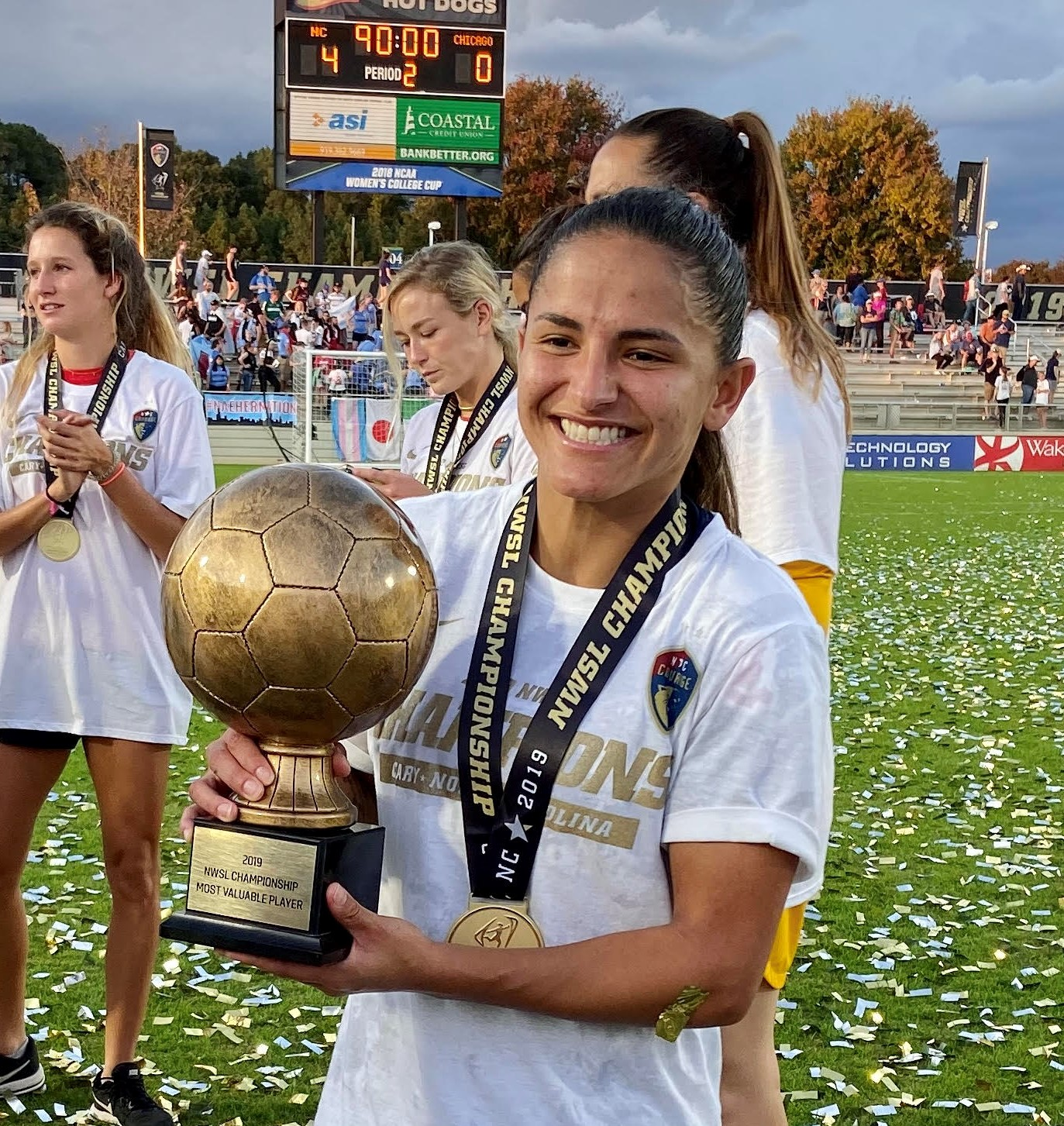
2019-ben az NWSL legértékesebb játékosának járó MVP-trófeával

### A válogatottban
A 2010-es U20-as világbajnokságon nyújtott teljesítménye alapján került a válogatott figyelmének középpontjába. A tornán két gólt is feljegyezhetett Új-Zéland ellen, bár csapata búcsúzni kényszerült a csoportküzdelmek során.
2011. október 8-án a Pánamerikai Játékokon Argentína ellen húzta fel első alkalommal a Seleção mezét, két nappal később pedig első gólját is megszerezte Costa Rica elleni győztes mérkőzésen.
Tagja volt a 2018-as Copa América győztes és a riói olimpián résztvevő válogatottnak. A 2019-es világbajnokságon Brazília mind a négy mérkőzésén pályára léphetett.

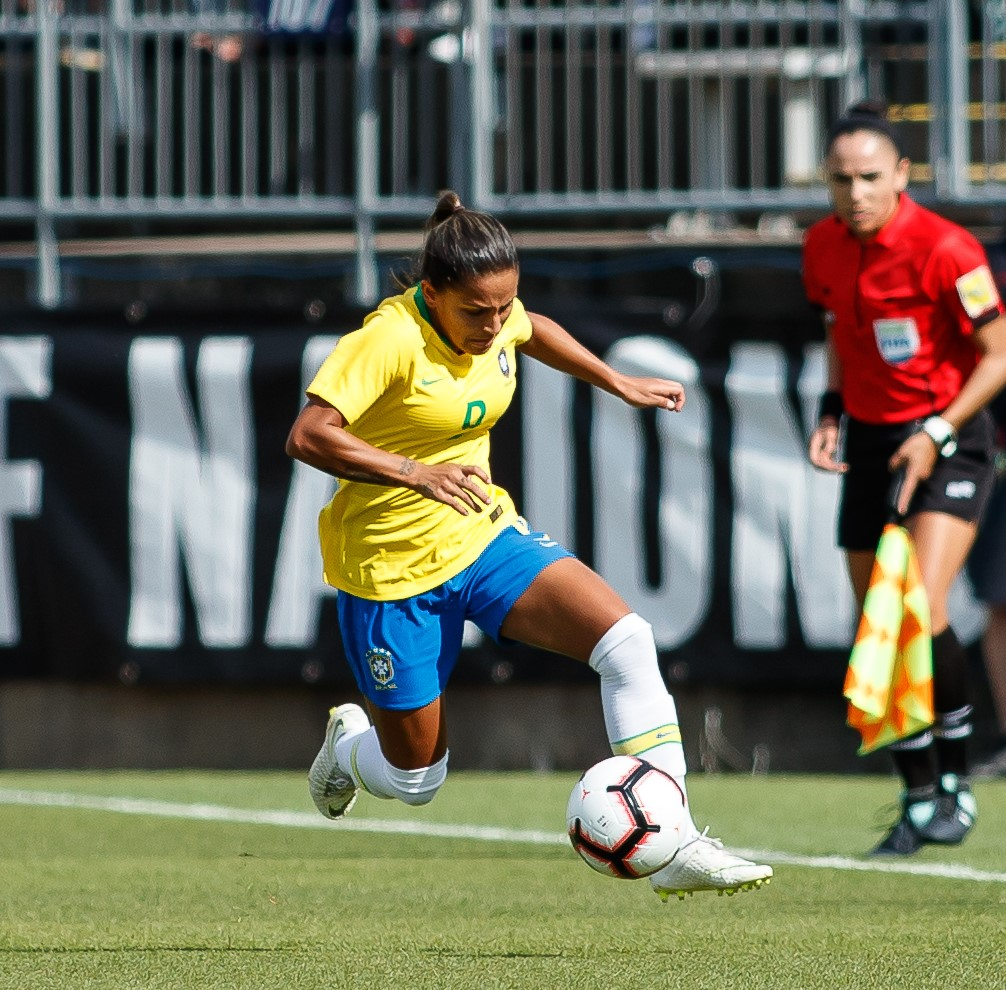
Japán ellen 2018. július 26-án

## Magánélete
Debinha nyíltan vállalja leszbikusságát. Élettársa Meredith Speck szintén a Courage játékosa.

## Sikerei

### Klubcsapatokban
Norvég bajnoki ezüstérmes (1):
- Avaldsnes IL (1): 2015

 Kínai bajnok (1):
- Talian Csüancsien (1): 2016

 Észak-amerikai bajnok (2):
- North Carolina Courage (2): 2018, 2019

 NWSL Shield győztes (3):
- North Carolina Courage (2): 2017, 2018, 2019

Nemzetközi Bajnokok Kupája győztes (1):
- North Carolina Courage: 2018[10]

Libertadores-kupa győztes (1): 
- São José (1): 2014

### A válogatottban
- Copa América győztes (2): 2018, 2022
- SheBelieves-kupa ezüstérmes (1): 2021[11]
- Brazil Nemzetközi Torna aranyérmes (7): 2011, 2012, 2013,[12] 2014,[13] 2015,[14] 2016,[15] 2021
- Jungcsuan Nemzetközi Torna győztes (1): 2017
- Jungcsuan Nemzetközi Torna ezüstérmes (1): 2019

### Egyéni
Norvég gólkirálynő (1): 2014 – (20 gól)

## Statisztikái

### A válogatottban
2022. november 15-tel bezárólag
| Válogatott | Szezon   | Mérk. | Gól |
| ---------- | -------- | ----- | --- |
| Brazília   |          |       |     |
| 2011       | 5        | 2     |     |
| 2012       | 5        | 1     |     |
| 2013       | 10       | 5     |     |
| 2014       | 9        | 3     |     |
| 2015       | 15       | 4     |     |
| 2016       | 14       | 5     |     |
| 2017       | 8        | 2     |     |
| 2018       | 13       | 4     |     |
| 2019       | 15       | 7     |     |
| 2020       | 5        | 5     |     |
| 2021       | 16       | 9     |     |
| 2022       | 17       | 10    |     |
| Összesen   | Összesen | 132   | 57  |

| Brazília színeiben szerzett góljai | Brazília színeiben szerzett góljai | Brazília színeiben szerzett góljai                     | Brazília színeiben szerzett góljai | Brazília színeiben szerzett góljai | Brazília színeiben szerzett góljai | Brazília színeiben szerzett góljai | Brazília színeiben szerzett góljai |
| ---------------------------------- | ---------------------------------- | ------------------------------------------------------ | ---------------------------------- | ---------------------------------- | ---------------------------------- | ---------------------------------- | ---------------------------------- |
|                                    |                                    |                                                        |                                    |                                    |                                    |                                    |                                    |
| Gól                                | Dátum                              | Helyszín                                               | Ellenfél                           | Találat                            | Eredmény                           | Esemény                            | Forrás                             |
| 1                                  | 2011. október 20.                  | Estadio Omnilife, Guadalajara                          | Costa Rica                         | 1–0                                | 2–1                                | Pánamerikai Játékok                | [ 16 ]                             |
| 2                                  | 2011. október 27.                  | Estadio Omnilife, Guadalajara                          | Kanada                             | 1–0                                | 1–1                                | Pánamerikai Játékok                | [ 17 ]                             |
| 3                                  | 2012. december 16.                 | Estádio do Pacaembu, São Paulo                         | Dánia                              | 2–0                                | 2–1                                | Brazil Nemzetközi Torna            | [ 18 ]                             |
| 4                                  | 2013. szeptember 25.               | Stade Saint-Germain, Savièse                           | Mexikó                             | 2–0                                | 4–0                                | Valais-kupa                        | [ 19 ]                             |
| 5                                  | 2013. szeptember 25.               | Stade Saint-Germain, Savièse                           | Mexikó                             | 3–0                                |                                    | Valais-kupa                        | [ 19 ]                             |
| 6                                  | 2013. december 15.                 | Estádio Nacional de Brasília, Brazíliaváros            | Skócia                             | 2–0                                | 3–1                                | Brazil Nemzetközi Torna            | [ 20 ]                             |
| 7                                  | 2013. december 15.                 | Estádio Nacional de Brasília, Brazíliaváros            | Skócia                             | 3–0                                |                                    | Brazil Nemzetközi Torna            | [ 20 ]                             |
| 8                                  | 2013. december 22.                 | Estádio Nacional de Brasília, Brazíliaváros            | Chile                              | 5–0                                | 5–0                                | Brazil Nemzetközi Torna            | [ 21 ]                             |
| 9                                  | 2014. április 6.                   | QSAC, Brisbane                                         | Ausztrália                         | 1–0                                | 1–0                                | Barátságos mérkőzés                | [ 22 ]                             |
| 10                                 | 2014. december 10.                 | Estádio Nacional de Brasília, Brazíliaváros            | Argentína                          | 1–0                                | 4–0                                | Brazil Nemzetközi Torna            | [ 23 ]                             |
| 11                                 | 2014. december 18.                 | Estádio Nacional de Brasília, Brazíliaváros            | Kína                               | 3–0                                | 4–1                                | Brazil Nemzetközi Torna            | [ 24 ]                             |
| 12                                 | 2015. december 1.                  | Arena Pantanal, Cuiabá                                 | Új-Zéland                          | 5–1                                | 5–1                                | Barátságos mérkőzés                | [ 25 ]                             |
| 13                                 | 2015. december 9.                  | Arena das Dunas, Natal                                 | Trinidad és Tobago                 | 5–0                                | 11–0                               | Brazil Nemzetközi Torna            | [ 26 ]                             |
| 14                                 | 2015. december 13.                 | Arena das Dunas, Natal                                 | Mexikó                             | 3–0                                | 6–0                                | Brazil Nemzetközi Torna            | [ 27 ]                             |
| 15                                 | 2015. december 16.                 | Arena das Dunas, Natal                                 | Kanada                             | 2–0                                | 2–1                                | Brazil Nemzetközi Torna            | [ 28 ]                             |
| 16                                 | 2016. március 2.                   | Estádio Municipal de Lagos, Lagos                      | Új-Zéland                          | 1–0                                | 1–0                                | Algarve-kupa                       | [ 29 ]                             |
| 17                                 | 2016. július 23.                   | Estádio Presidente Vargas, Fortaleza                   | Ausztrália                         | 1–1                                | 3–1                                | Barátságos mérkőzés                | [ 30 ]                             |
| 18                                 | 2016. december 11.                 | Arena da Amazônia, Manaus                              | Oroszország                        | 2–0                                | 4–0                                | Brazil Nemzetközi Torna            | [ 31 ]                             |
| 19                                 | 2016. december 11.                 | Arena da Amazônia, Manaus                              | Oroszország                        | 4–0                                |                                    | Brazil Nemzetközi Torna            | [ 31 ]                             |
| 20                                 | 2016. december 15.                 | Arena da Amazônia, Manaus                              | Olaszország                        | 3–1                                | 3–1                                | Brazil Nemzetközi Torna            | [ 32 ]                             |
| 21                                 | 2016. december 19.                 | Arena da Amazônia, Manaus                              | Olaszország                        | 5–3                                | 5–3                                | Brazil Nemzetközi Torna            | [ 33 ]                             |
| 22                                 | 2017. szeptember 16.               | Penrith Stadion, Penrith                               | Ausztrália                         | 1–2                                | 1–2                                | Barátságos mérkőzés                | [ 34 ]                             |
| 23                                 | 2017. november 28.                 | Estadio La Portada, La Serena                          | Chile                              | 3–0                                | 3–0                                | Barátságos mérkőzés                | [ 35 ]                             |
| 24                                 | 2018. április 5.                   | Estadio Municipal Francisco Sánchez Rumoroso, Coquimbo | Argentína                          | 3–1                                | 3–1                                | Copa América                       | [ 36 ]                             |
| 25                                 | 2018. április 7.                   | Estadio Municipal Francisco Sánchez Rumoroso, Coquimbo | Ecuador                            | 7–0                                | 8–0                                | Copa América                       | [ 37 ]                             |
| 26                                 | 2018. április 19.                  | Estadio La Portada, La Serena                          | Argentína                          | 3–0                                | 3–0                                | Copa América                       | [ 38 ]                             |
| 27                                 | 2018. július 26.                   | Children's Mercy Park, Kansas City                     | Ausztrália                         | 1–3                                | 1–3                                | Nemzetek Tornája                   | [ 39 ]                             |
| 28                                 | 2019. március 2.                   | Nissan Stadion, Nashville                              | Japán                              | 1–1                                | 1–3                                | SheBelieves-kupa                   | [ 40 ]                             |
| 29                                 | 2019. augusztus 29.                | Estádio do Pacaembu, São Paulo                         | Argentína                          | 3–0                                | 5–0                                | Brazil Nemzetközi Torna            | [ 41 ]                             |
| 30                                 | 2019. október 5.                   | Riverside Stadion, Middlesbrough                       | Anglia                             | 1–0                                | 2–1                                | Barátságos mérkőzés                | [ 42 ]                             |
| 31                                 | 2019. október 5.                   | Riverside Stadion, Middlesbrough                       | Anglia                             | 2–0                                |                                    | Barátságos mérkőzés                | [ 42 ]                             |
| 32                                 | 2019. október 8.                   | Miejski Stadion, Kielce                                | Lengyelország                      | 3–1                                | 3–1                                | Barátságos mérkőzés                | [ 43 ]                             |
| 33                                 | 2019. december 12.                 | Neo Química Arena, São Paulo                           | Mexikó                             | 2–0                                | 6–0                                | Barátságos mérkőzés                | [ 44 ]                             |
| 34                                 | 2019. december 15.                 | Estádio Fonte Luminosa, Araraquara                     | Mexikó                             | 2–0                                | 4–0                                | Barátságos mérkőzés                | [ 45 ]                             |
| 35                                 | 2020. november 27.                 | Neo Química Arena, São Paulo                           | Ecuador                            | 1–0                                | 6–0                                | Barátságos mérkőzés                | [ 46 ]                             |
| 36                                 | 2020. november 27.                 | Neo Química Arena, São Paulo                           | Ecuador                            | 2–0                                |                                    | Barátságos mérkőzés                | [ 46 ]                             |
| 37                                 | 2020. november 27.                 | Neo Química Arena, São Paulo                           | Ecuador                            | 5–0                                |                                    | Barátságos mérkőzés                | [ 46 ]                             |
| 38                                 | 2020. december 1.                  | Morumbi Stadion, São Paulo                             | Ecuador                            | 1–0                                | 8–0                                | Barátságos mérkőzés                | [ 47 ]                             |
| 39                                 | 2021. február 18.                  | Exploria Stadion, Orlando                              | Argentína                          | 2–0                                | 4–1                                | SheBelieves-kupa                   | [ 48 ]                             |
| 40                                 | 2021. február 24.                  | Exploria Stadion, Orlando                              | Kanada                             | 1–0                                | 2–0                                | SheBelieves-kupa                   | [ 49 ]                             |
| 41                                 | 2021. július 21.                   | Mijagi Stadion, Rifu                                   | Kína                               | 2–0                                | 5–0                                | 2020-as olimpia                    | [ 50 ]                             |
| 42                                 | 2021. július 24.                   | Mijagi Stadion, Rifu                                   | Hollandia                          | 1–1                                | 3–3                                | 2020-as olimpia                    | [ 51 ]                             |
| 43                                 | 2021. szeptember 20.               | Estádio Governador Ernani Sátyro, Campina Grande       | Argentína                          | 1–0                                | 3–0                                | Barátságos mérkőzés                | [ 52 ]                             |
| 44                                 | 2021. szeptember 17.               | Estádio José Américo de Almeida Filho, João Pessoa     | Argentína                          | 3–0                                | 4–1                                | Barátságos mérkőzés                | [ 53 ]                             |
| 45                                 | 2021. október 26.                  | Western Sydney Stadion, Parramatta                     | Ausztrália                         | 2–2                                | 2–2                                | Barátságos mérkőzés                | [ 53 ]                             |
| 46                                 | 2021. november 26.                 | Arena da Amazônia, Manaus                              | India                              | 1–0                                | 6–1                                | Brazil Nemzetközi Torna            | [ 54 ]                             |
| 47                                 | 2021. november 29.                 | Arena da Amazônia, Manaus                              | Venezuela                          | 4–1                                | 4–1                                | Brazil Nemzetközi Torna            | [ 55 ]                             |
| 48                                 | 2022. június 24.                   | Parken Stadion, Koppenhága                             | Dánia                              | 1–2                                | 1–2                                | Barátságos mérkőzés                | [ 56 ]                             |
| 49                                 | 2022. június 28.                   | Friends Arena, Stockholm                               | Svédország                         | 1–0                                | 1–3                                | Barátságos mérkőzés                | [ 57 ]                             |
| 50                                 | 2022. július 10.                   | Estadio Centenario de Armenia, Armenia                 | Argentína                          | 4–0                                | 4–0                                | Copa América                       | [ 58 ]                             |
| 51                                 | 2022. július 12.                   | Estadio Centenario de Armenia, Armenia                 | Uruguay                            | 2–0                                | 3–0                                | Copa América                       | [ 59 ]                             |
| 52                                 | 2022. július 18.                   | Estadio Centenario de Armenia, Armenia                 | Venezuela                          | 3–0                                | 4–0                                | Copa América                       | [ 60 ]                             |
| 53                                 | 2022. július 18.                   | Estadio Centenario de Armenia, Armenia                 | Venezuela                          | 4–0                                |                                    | Copa América                       | [ 60 ]                             |
| 54                                 | 2022. július 31.                   | Estadio Alfonso López, Bucamaranga                     | Kolumbia                           | 1–0                                | 1–0                                | Copa América                       | [ 61 ]                             |
| 55                                 | 2022. szeptember 5.                | Moses Mabhida Stadion, Durban                          | Dél-afrikai Köztársaság            | 2–0                                | 6–0                                | Barátságos mérkőzés                | [ 62 ]                             |
| 56                                 | 2022. szeptember 5.                | Moses Mabhida Stadion, Durban                          | Dél-afrikai Köztársaság            | 6–0                                |                                    | Barátságos mérkőzés                | [ 62 ]                             |
| 57                                 | 2022. november 11.                 | Estádio Vila Belmiro, Santos                           | Kanada                             | 1–2                                | 1–2                                | Barátságos mérkőzés                | [ 63 ]                             |